# 岡部隆景
岡部 隆景（おかべ たかかげ）は、戦国時代の武将。大内氏の家臣。祖父は岡部武景、父は岡部興景。

## 略歴
大内氏の譜代家臣である岡部興景（讃岐守）の嫡男として生まれる。
天文15年（1546年）4月5日、父・興景より家督を相続し、長門国美祢郡岩永を領した。天文19年（1550年）7月21日、従五位下に叙位され、このため右衛門大夫と称した。
大内家の命令で父の岡部興景と共に岡部家の本名である小野を名乗っていた。
天文20年（1551年）の大寧寺の変では主君・大内義隆に最後まで従い奮戦し戦死した。
その直前、以下の和歌を遺している。
露とぞ消えるけふの名残にはただ吹き送る松風の音
（現代語訳）大内家の負けは決まった。もはや自分の命は儚くも消えていくしかないのだろう。浜辺にはもう日が暮れるというのに松風の音だけが聞こえていた。

## 関連作品
- 『毛利元就』（1997年、NHK大河ドラマ、演：大久保了）